# Sandy Hook
Sandy Hook é uma cidade localizada no estado americano de Kentucky, no Condado de Elliott.

## Demografia
Segundo o censo americano de 2000, a sua população era de 678 habitantes.
Em 2006, foi estimada uma população de 714, um aumento de 36 (5.3%).

## Geografia
De acordo com o United States Census Bureau tem uma área de
2,5 km², dos quais 2,5 km² cobertos por terra e 0,0 km² cobertos por água. Sandy Hook localiza-se a aproximadamente 279 m acima do nível do mar.

## Localidades na vizinhança
O diagrama seguinte representa as localidades num raio de 32 km ao redor de Sandy Hook.